# Castilleja angustifolia
Castilleja angustifolia (лат.) — многолетнее травянистое растение рода Кастиллея (Castilleja) семейства Заразиховые (Orobanchaceae).

## Описание

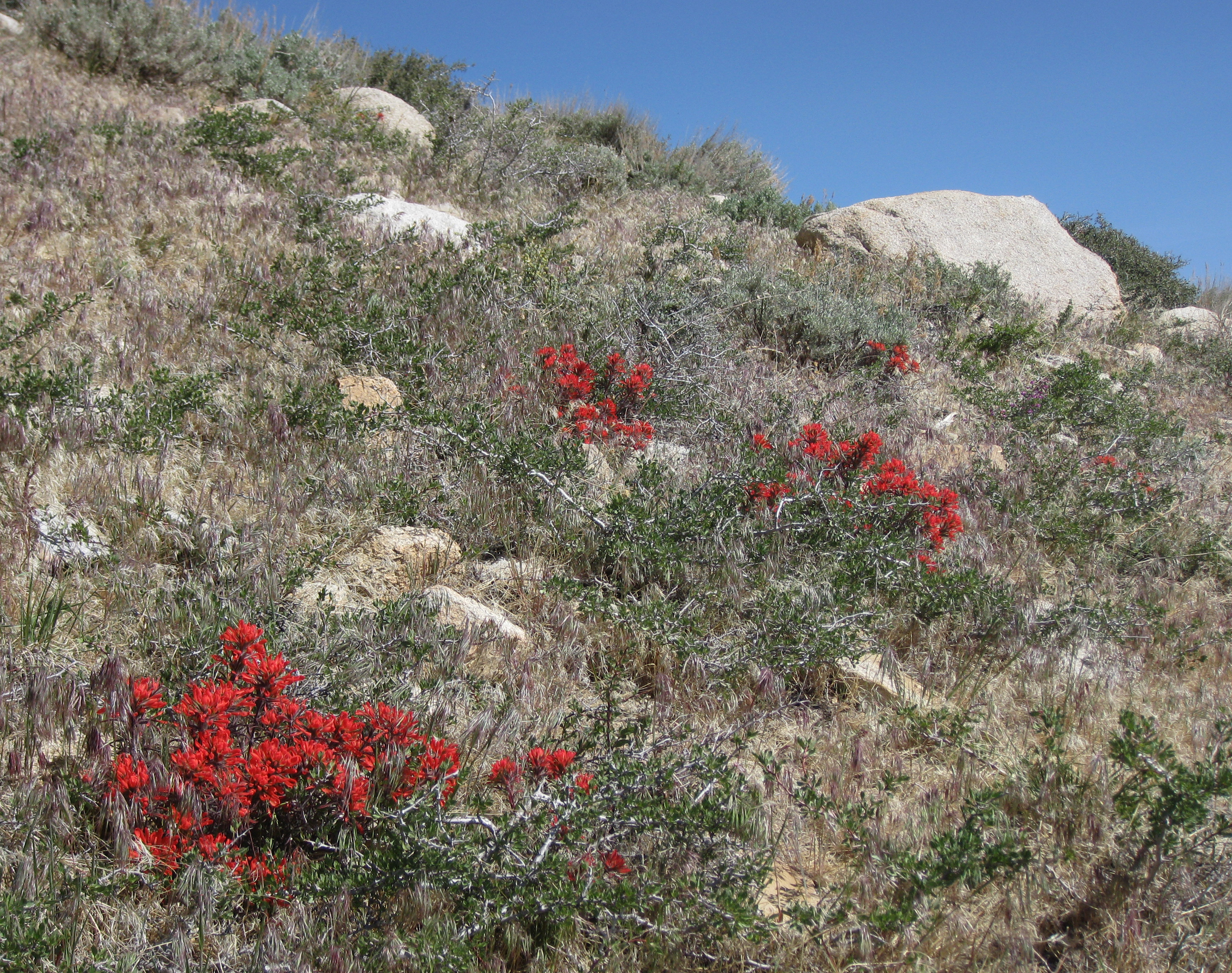
Castilleja angustifolia на холмах восточной Сьерры-Невады

Castilleja angustifolia — многолетнее травянистое растение высотой менее полуметра. У растения щетинистые серо-зелёные или пурпурно-красные стебли и листва. Образует пучок прямых стеблей, каждый из которых увенчан соцветием из трубчатых жёлто-зелёных цветов. Цветки заключены в ярко-красные или оранжево-красные прицветники, иногда с фиолетовым оттенком и обычно пушистые с тонким слоем белых волосков. Стеблевые листья и прицветники разделены на 3-5 сегментов, в то время как нижние листья неразделённые, длинные и узкие.
Цветёт с мая по сентябрь. В таких штатах, как Айдахо, Монтана и Вайоминг, его часто ассоциируют с полынью. Ярко окрашенные прицветники привлекают таких опылителей, как колибри и бабочки, так как цветки маленькие. Плод — коробочка размером около 1 см. По внешнему виду растение напоминает Castilleja linariifolia.

## Ареал и местообитание
Произрастает в пустынях, кустарниковых зарослях и лесах западной части Северной Америки. Растёт на горячих песчаных почвах и в расщелинах скал в сухих условиях.